# Judyta Salicka

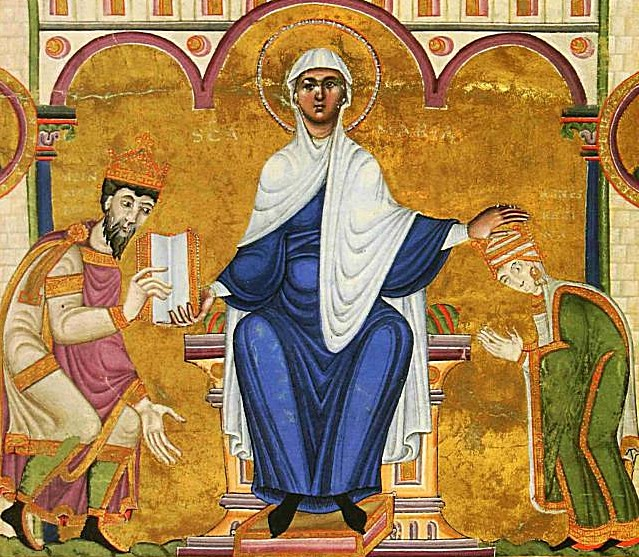
Rodzice Judyty - Henryk i Agnieszka przed Świętą Dziewicą – miniatura ze Złotej Ewangelii Henryka III (Codex Aureus z Speyer)

Judyta Maria Salicka (ur. 1047, zm. 14 marca po 1105) – córka cesarza rzymskiego, króla Niemiec i Italii, Henryka III Salickiego i Agnieszki z Poitou, żona króla Węgier Salomona, a następnie księcia polskiego Władysława I Hermana.
Urodziła się w 1047 roku jako najmłodsza córka Henryka III, cesarza rzymskiego i Agnieszki z Poitou, córki księcia Akwitanii Wilhelma V. W 1058 została zaręczona z późniejszym mężem – Salomonem. Dokładna data ślubu nie jest znana, nastąpiło to między 1063 a 1066. Małżeństwo nie układało się pomyślnie, oboje nie dotrzymywali wierności małżeńskiej. Wszystko wskazuje na to, że był to związek bezdzietny. Pojawiła się odosobniona teoria, jakoby mieli mieć córkę Zofię, żonę Poppona, hrabiego Bergu. Uchodzi ona za błędną już z samych względów chronologicznych.
Po śmierci Salomona, między 1087 a 1091 została drugą żoną Władysława I Hermana. Po ich ślubie Otton z Bambergu został mianowany dworskim kapelanem księżnej. Urodziła trzy córki: nieznaną z imienia żonę ruskiego księcia, Agnieszkę i nieznaną z imienia żonę polskiego możnowładcy, dawniej niesłusznie identyfikowaną z Adelajdą, żoną Dypolda III.
Być może za jej pośrednictwem przybył do Polski kodeks liturgiczny, zwany Ewangeliarzem Emmeramskim.
Miała najprawdopodobniej duży wpływ na życie polityczne kraju. Przypuszcza się, że była kochanką wojewody i komesa pałacowego na dworze Władysława Hermana – Sieciecha. Razem z nim Judyta Maria starała się odwlec od walki o władzę po ojcu pierworodnego księcia Zbigniewa. To dzięki jej zabiegom w 1089 Władysław odesłał najstarszego syna do Saksonii. Zbigniew został umieszczony w żeńskim klasztorze w Quedlinburgu, gdzie przeoryszą była starsza siostra Judyty – Adelajda.
W 1105 r. Judyta, wdowa po księciu Władysławie Hermanie (zmarł w 1102 r.), podarowała opactwu benedyktynów tynieckich, wioski należące do jej wiana, m.in.: Tuchów i Lubaszową.  
Jej śmierć zanotował nekrolog klasztorny benedyktynek w Weltenburgu pod dniem czternastego marca nieznanego roku. Pochowana prawdopodobnie w klasztorze w Admont.

## Genealogia
| Konrad II ur. ok. 990 zm. 4 VI 1039 | Konrad II ur. ok. 990 zm. 4 VI 1039 |                                       |                                       | Gizela Szwabska ur. 11 XI 989 zm. 15 II 1043 | Gizela Szwabska ur. 11 XI 989 zm. 15 II 1043 |  |  | Wilhelm V Wielki ur. 969 zm. 31 I 1030 | Wilhelm V Wielki ur. 969 zm. 31 I 1030 |                                             |                                             | Agnieszka ur. ? zm. 10 XI 1068 | Agnieszka ur. ? zm. 10 XI 1068 |
|                                     |                                     |                                       |                                       |                                              |                                              |  |  |                                        |                                        |                                             |                                             |                                |                                |
|                                     |                                     |                                       |                                       |                                              |                                              |  |  |                                        |                                        |                                             |                                             |                                |                                |
|                                     |                                     | Henryk III ur. 28 X 1017 zm. 5 X 1056 | Henryk III ur. 28 X 1017 zm. 5 X 1056 |                                              |                                              |  |  |                                        |                                        | Agnieszka z Poitou ur. 1025 zm. 14 XII 1077 | Agnieszka z Poitou ur. 1025 zm. 14 XII 1077 |                                |                                |
|                                     |                                     |                                       |                                       |                                              |                                              |  |  |                                        |                                        |                                             |                                             |                                |                                |
|                                     |                                     |                                       |                                       |                                              |                                              |  |  |                                        |                                        |                                             |                                             |                                |                                |
|                                     |                                     |                                       |                                       |                                              |                                              |  |  |                                        |                                        |                                             |                                             |                                |                                |

|                                   |                                   | 1 Salomon ur. 1052 lub 1053 zm. 1086 lub 1087 OO 1063/66 | 1 Salomon ur. 1052 lub 1053 zm. 1086 lub 1087 OO 1063/66 | Judyta Maria Szwabska (ur. 1047, zm. 14 III po 1105) | Judyta Maria Szwabska (ur. 1047, zm. 14 III po 1105) | 2 Władysław I Herman ur. ok. 1043 zm. 4 VI 1102 OO ok. 1089 | 2 Władysław I Herman ur. ok. 1043 zm. 4 VI 1102 OO ok. 1089 |  |  |
|                                   |                                   |                                                          |                                                          |                                                      |                                                      |                                                             |                                                             |  |  |
|                                   |                                   |                                                          |                                                          |                                                      |                                                      |                                                             |                                                             |  |  |
|                                   | 2                                 |                                                          | 2                                                        |                                                      | 2                                                    |                                                             |                                                             |  |  |
| NN, córka ur. 1089 lub 1090 zm. ? | NN, córka ur. 1089 lub 1090 zm. ? | Agnieszka ur. 1090 lub 1091 zm. 1125                     | Agnieszka ur. 1090 lub 1091 zm. 1125                     | NN, córka ur. 1091 lub 1092 zm. ?                    | NN, córka ur. 1091 lub 1092 zm. ?                    |                                                             |                                                             |  |  |